# Matko Zirdum
Matko Zirdum (Koprivnica, 21 luglio 1998) è un calciatore croato, difensore dello Zrinski Osječko.

## Caratteristiche tecniche
È un difensore centrale.

## Carriera
Cresciuto nel settore giovanile dello Slaven Belupo, tranne una parentesi dal 2013 al 2016 nell'Academy della Dinamo Zagabria, il 4 agosto 2017 è stato ceduto in prestito al Novigrad in seconda divisione. Ha fatto il suo esordio fra i professionisti il 20 settembre seguente giocando l'incontro di coppa nazionale vinto 5-1 contro lo Zelina. Al termine della stagione, dove ha collezionato complessivamente 25 presenze, ha fatto ritorno allo Slaven Belupo, dove è stato confermato in prima squadra.

## Statistiche
Statistiche aggiornate al 30 ottobre 2020.

### Presenze e reti nei club
| Stagione        | Squadra         | Campionato      | Campionato | Campionato | Coppe nazionali | Coppe nazionali | Coppe nazionali | Coppe continentali | Coppe continentali | Coppe continentali | Altre coppe | Altre coppe | Altre coppe | Totale | Totale | Totale |
| Stagione        | Squadra         | Comp            | Pres       | Reti       | Comp            | Pres            | Reti            | Comp               | Pres               | Reti               | Comp        | Pres        | Reti        | Pres   | Reti   |        |
| --------------- | --------------- | --------------- | ---------- | ---------- | --------------- | --------------- | --------------- | ------------------ | ------------------ | ------------------ | ----------- | ----------- | ----------- | ------ | ------ | ------ |
| 2017-2018       | Novigrad        | 2.HNL           | 23         | 0          | CC              | 2               | 0               |                    | -                  | -                  |             | -           | -           | 25     | 0      |        |
| 2018-2019       | Slaven Belupo   | 1.HNL           | 2          | 0          | CC              | 1               | 0               |                    | -                  | -                  |             | -           | -           | 3      | 0      |        |
| 2019-2020       | Slaven Belupo   | 1.HNL           | 19         | 1          | CC              | 1               | 0               |                    | -                  | -                  |             | -           | -           | 20     | 1      |        |
| 2020-2021       | Slaven Belupo   | 1.HNL           | 4          | 0          | CC              | 0               | 0               |                    | -                  | -                  |             | -           | -           | 4      | 0      |        |
| Totale carriera | Totale carriera | Totale carriera | 48         | 1          |                 | 4               | 0               |                    | -                  | -                  |             | -           | -           | 52     | 1      |        |